# Тіко
Тіко (ісп. tico, жін. tica, мн. ticos) — розмовний термін, яким називають мешканця Коста-Рики.
Вживається зазвичай самими костариканцями та мешканцями інших іспаномовних країн замість більш формальної форми costarricense (за деякими словниками — costarriquense).
Є дві версії походження слова tico. Перша полягає в схильності костариканців до зменшувального суфікса -tico в іспанській мові замість поширенішого -ito. Фактично -tico в значенні суфікса означає щось дуже маленьке, як і стандартна конструкція -ito. Вживання суфіксів -tico та -ito залежить від певного слова, адже не всі вони можуть закінчуватися на -tico. Наприклад, «малий» іспанською — pequeño, тоді як «дуже малий» — pequeñito. У Коста-Риці так само вживається pequeñito, а не pequeñitico. З іншого боку, слово chiquito, що означає «хлопчик» або просто «маленький», в Іспанії та Латинській Америці має форму chiquitito, в Коста-Риці ж — chiquitico.
З точки зору лінгвістики, tico не є тим самим суфіксом, що вживається в Коста-Риці — насправді ним є -itico, адже i замінює в слові закінчення o чи a.
Інше пояснення етноніму tico — походження від зменшувальної форми hermanitico (братик, з тим самим властивим Коста-Риці суфіксом), яка в минулому використовувалася як дружнє та ввічливе звертання.